# Плесецьк (смт)
Плесецьк — селище міського типу в Росії, адміністративний центр Плесецького району Архангельської області.

## Історія
Населений пункт вперше згадується у 1894 році.
У 1897 році була споруджена станція Плесецька Наволоцької волості Онезького повіту Архангельської губернії на вузькоколійній залізниці Вологда — Архангельськ і була включена до Реєстру залізниць Російської імперії.
У 1924 році була утворена Плесецька волость із центром у селі Наволок. 4 жовтня 1926 року утворено Плесецьку укрупнену волость (перейшла в Архангельський повіт) з центром у селищі при станції Плесецька.
9 липня 1929 року під час адміністративної реформи біля Плесецької волості з приєднанням селища Самодід було створено Плесецький район Архангельського округу Північного краю. Постановою ВЦВК від 2 березня 1932 року селище Плесецьке було віднесено до категорії робочих селищ із присвоєнням йому найменування Плесецьк.
У 1963—1965 роках був центром двох районів: Плесецького промислового та Плесецького сільського.
З 2006 року є також центром Плесецького міського поселення.

## Населення
| 1932    | 1959    | 1970    | 1979    | 1989    | 2002    | 2009    |
| ------- | ------- | ------- | ------- | ------- | ------- | ------- |
| 4725    | ↗13 316 | ↗13 330 | ↘13 267 | ↗14 027 | ↘11 300 | ↘10 053 |
| 2010    | 2011    | 2012    | 2013    | 2014    | 2015    | 2016    |
| ↗11 037 | ↘11 020 | ↘10 849 | ↘10 686 | ↘10 486 | ↘10 421 | ↘10 289 |
| 2017    |         |         |         |         |         |         |
| ↘10 231 |         |         |         |         |         |         |

| 1932    | 1959    | 1970    | 1979    | 1989    | 2002    | 2009    |
| ------- | ------- | ------- | ------- | ------- | ------- | ------- |
| 4725    | ↗13 316 | ↗13 330 | ↘13 267 | ↗14 027 | ↘11 300 | ↘10 053 |
| 2010    | 2011    | 2012    | 2013    | 2014    | 2015    | 2016    |
| ↗11 037 | ↘11 020 | ↘10 849 | ↘10 686 | ↘10 486 | ↘10 421 | ↘10 289 |
| 2017    |         |         |         |         |         |         |
| ↘10 231 |         |         |         |         |         |         |

На початку XX століття на станції Плесецька мешкало 85 осіб. Через десять років кількість мешканців майже досягла трьохсот осіб. 1932 — 4725 жителів. За роки Великої Вітчизняної війни населення селища скоротилося на чверть. У середині 1950-х років, під час будівництва космодрому у Плесецьку проживало вже 12 тисяч жителів.

## Клімат
- Середньорічна температура повітря — 1,5 ° C
- Відносна вологість повітря — 76,0 %
- Середня швидкість вітру — 3,0 м/с

## Економіка
- Залізнична станція Плесецька ;

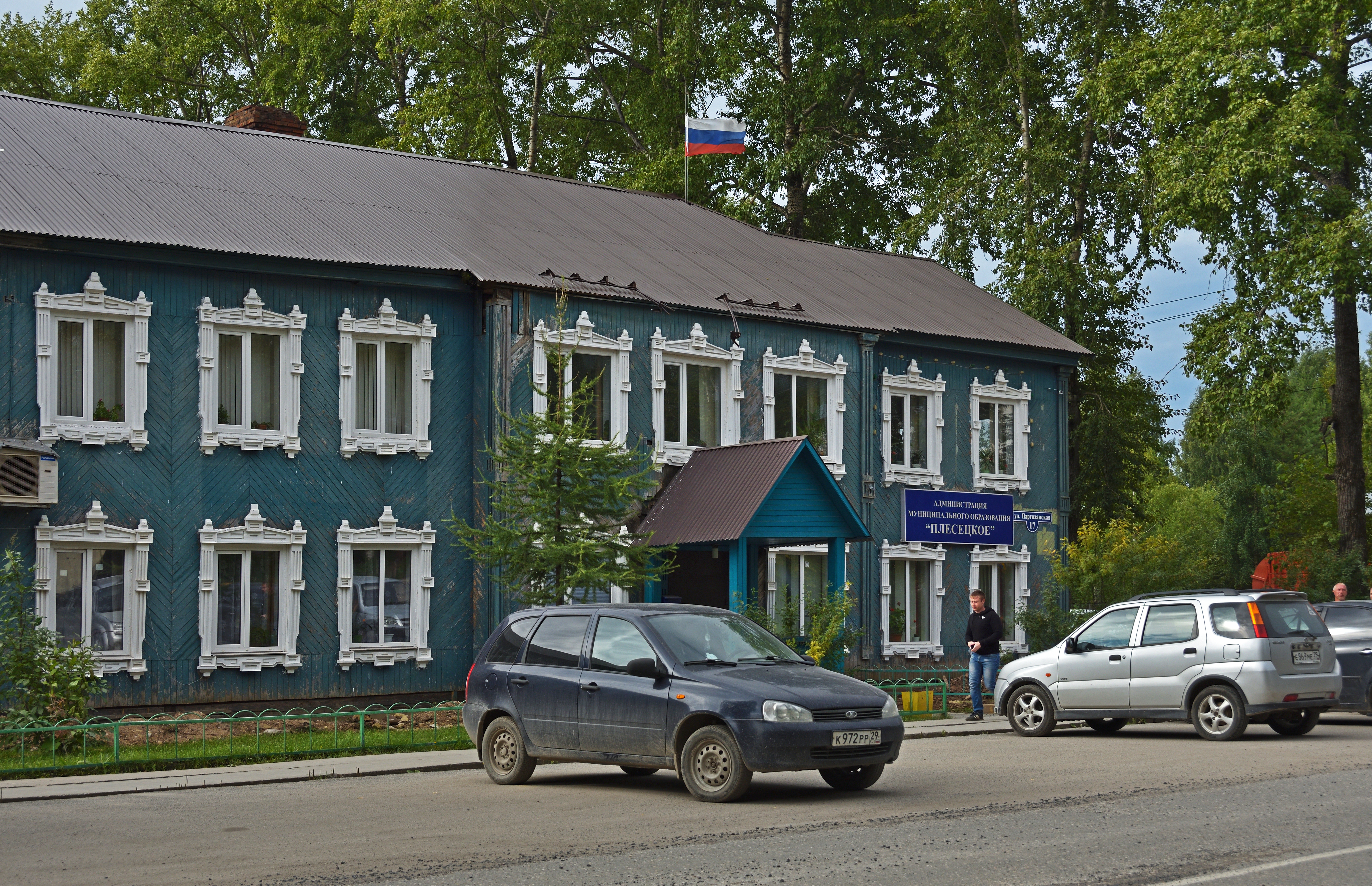
Будівля адміністрації Плесецького міського поселення.

- Лісозаготівля та переробка деревини
- Поблизу розташовані космодром Плесецьк та ЗАТО місто Мирне.

## Культура та спорт
- Народний хор
- Дозвільний центр «Зеніт» (вул. Партизанська, 6)
- Центр дитячої творчості (вул. Леніна, 85)
- Музична школа (вул. Садова, 18).
- Хокейна команда

## Радіо
| - 100,4 Радіо Росії / Радіо Помор'я - 103,2 Радіо Зірка - 104,1 Авторадіо |

## Етимологія
Свою назву станція, а потім волость та селище отримали від розташованих поруч озера Плесці та колишнього села Плесецька.
Мікрорайони Плесецька мають свої народні назви: центр, Пташник (мікрорайон колишньої птахофабрики), СГТ (сільгосптехніка), РМЗ (ремонтно-механічний завод), електромережі, центр, лісозавод.

## Топографічні карти
- Аркуш карти P-37-XI,XII Плесецк. Масштаб: 1 : 200 000. (рос.) Зазначити дату випуску/стану місцевості.